# Oldenburgische Landschaft

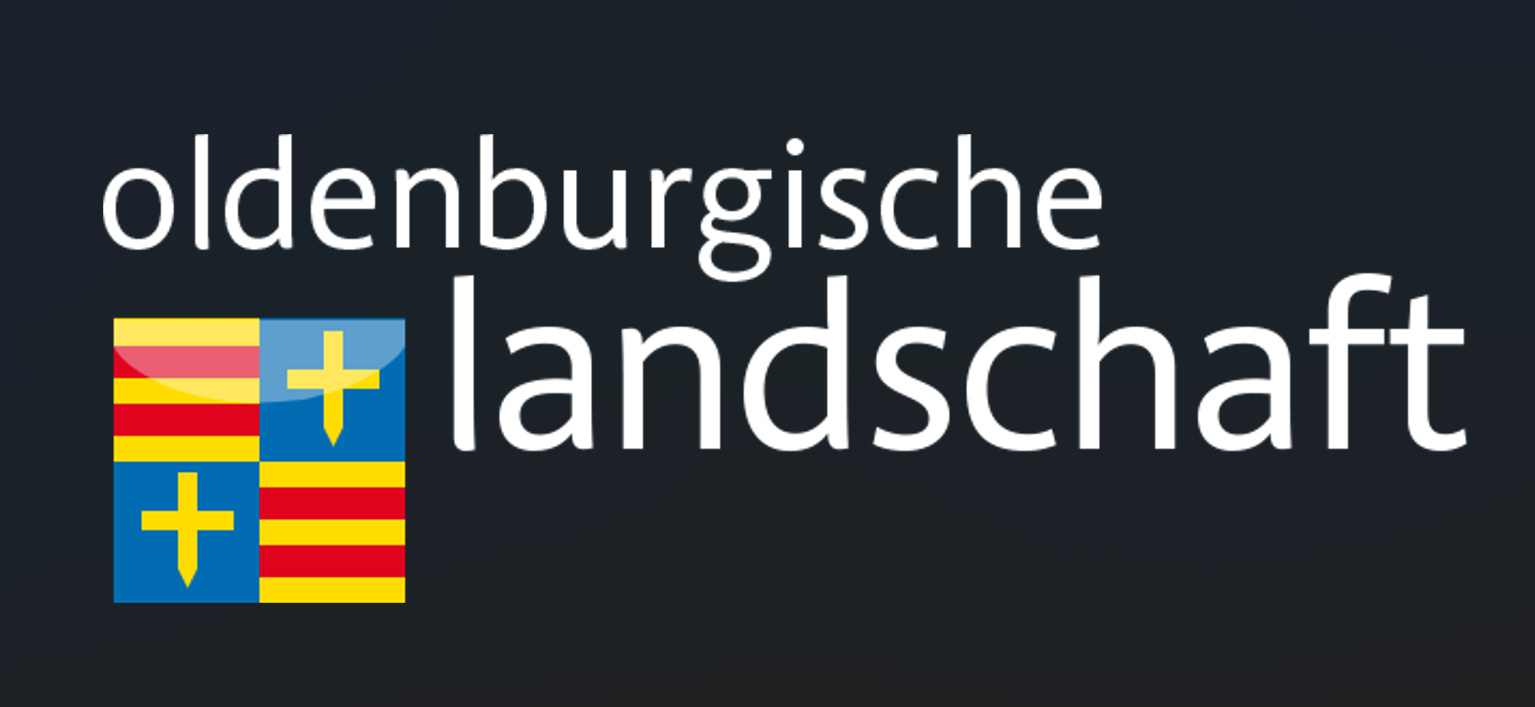
Logo der Oldenburgischen Landschaft

Lage der Oldenburgischen Landschaft (dunkelrot) in Niedersachsen

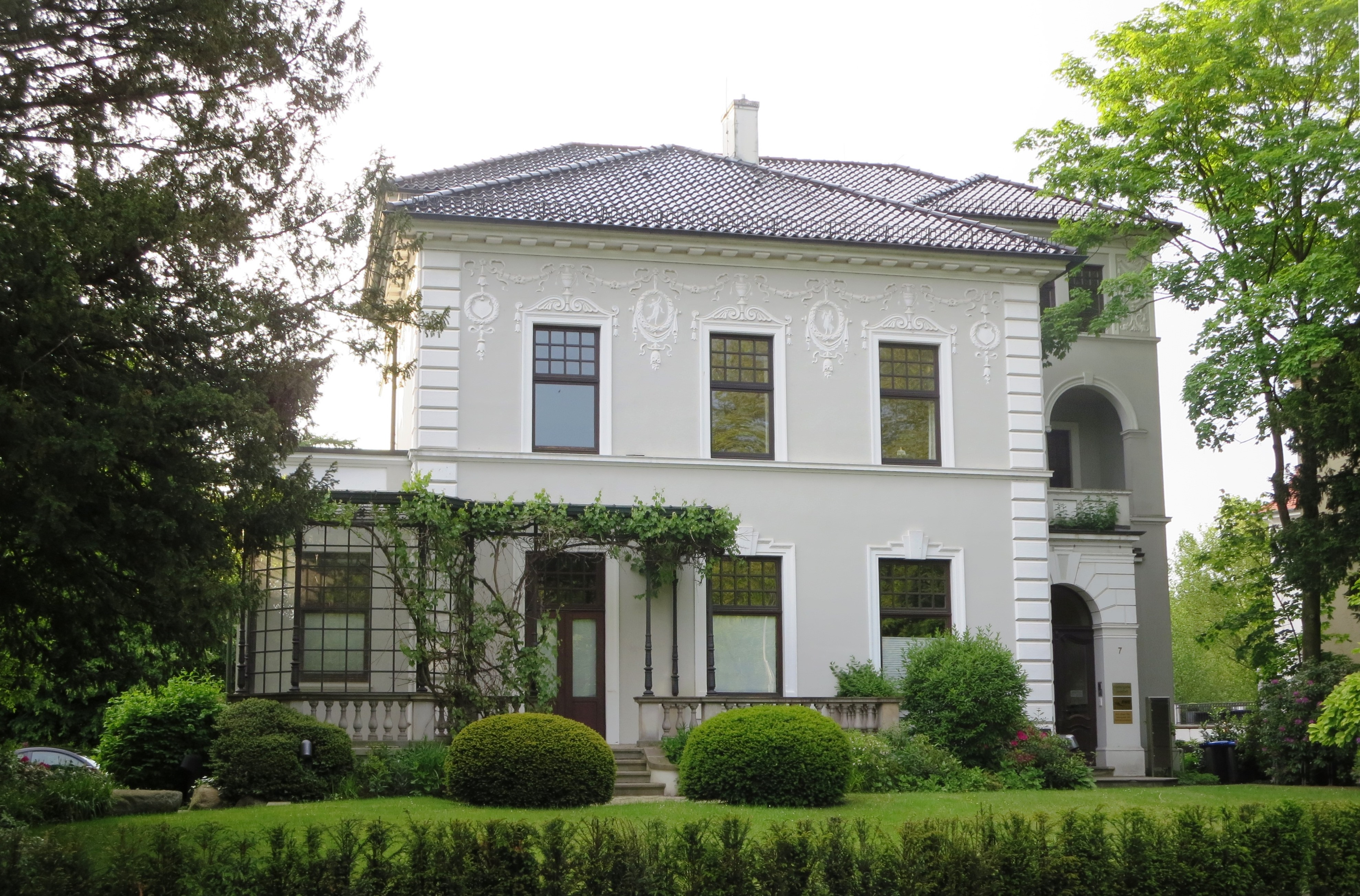
Sitz der Oldenburgischen Landschaft in der Villa Gartenstraße 7 in Oldenburg

Die Oldenburgische Landschaft ist eine Körperschaft des öffentlichen Rechts mit Sitz im niedersächsischen Oldenburg. Sie hat den gesetzlichen Auftrag, an der Pflege und Förderung der historischen und kulturellen Belange des ehemaligen Landes Oldenburg mitzuwirken.

## Entstehung
Das ausgeprägte historische und kulturelle Selbstverständnis der Region erklärt sich aus der Geschichte des Oldenburger Landes, das bis 1946 ein politisch selbständiges Land war. Am 6. November 1946 forderten die Abgeordneten des Oldenburgischen Landtages in ihrer letzten Sitzung die Schaffung einer Selbstverwaltungsorganisation für das Gebiet des Oldenburger Landes. Nachdem 1954 der Versuch im niedersächsischen Landtag gescheitert war, einen „Landschaftsverband Oldenburg“ zu schaffen, wurde 1961 auf Initiative der oldenburgischen Städte, Landkreise und Gemeinden von Richard Tantzen die „Oldenburg-Stiftung e. V.“ gegründet.
Die Diskussionen um die Gebietsreform und die Schaffung des Regierungsbezirkes Weser-Ems führten 1974 zu einer Resolution der oldenburgischen Landkreise und Kommunen, in der die Verbesserung der rechtlichen Stellung der „Oldenburg-Stiftung“ gefordert wurde. Daraufhin beschloss der Niedersächsische Landtag am 27. Mai 1974 das Gesetz über die Gründung der Oldenburgischen Landschaft als Körperschaft des öffentlichen Rechts. Die offizielle Gründung erfolgte am 8. Februar 1975 im Oldenburgischen Staatstheater. Die niedersächsische Landesregierung erließ auf der Basis des Gesetzes die „Verordnung über die Oldenburgische Landschaft“ vom 4. Februar 1975, die in 14 Paragraphen die Aufgaben und Organe der Landschaft, ihre Arbeit, Mitgliedschaft und Rechnungswesen regelt.

## Beschreibung
Die Oldenburgische Landschaft zählt trotz ihres Namens nicht zu den historischen Landschaften des Landes Niedersachsen. Als Körperschaft des öffentlichen Rechts unterscheidet sie sich – wie auch die Ostfriesische Landschaft – von den übrigen Landschaftsverbänden Niedersachsens, die Vereinsstatus besitzen.

## Geschäftsgebiet
Pflichtmitglieder sind von Gesetzes wegen die sechs Landkreise Ammerland, Cloppenburg, Friesland, Oldenburg, Vechta und Wesermarsch sowie die drei kreisfreien Städte Delmenhorst, Oldenburg (Oldb) und Wilhelmshaven. Dies entspricht dem Gebiet des 1946 im neu gebildeten Land Niedersachsen aufgegangenen Landes Oldenburg.

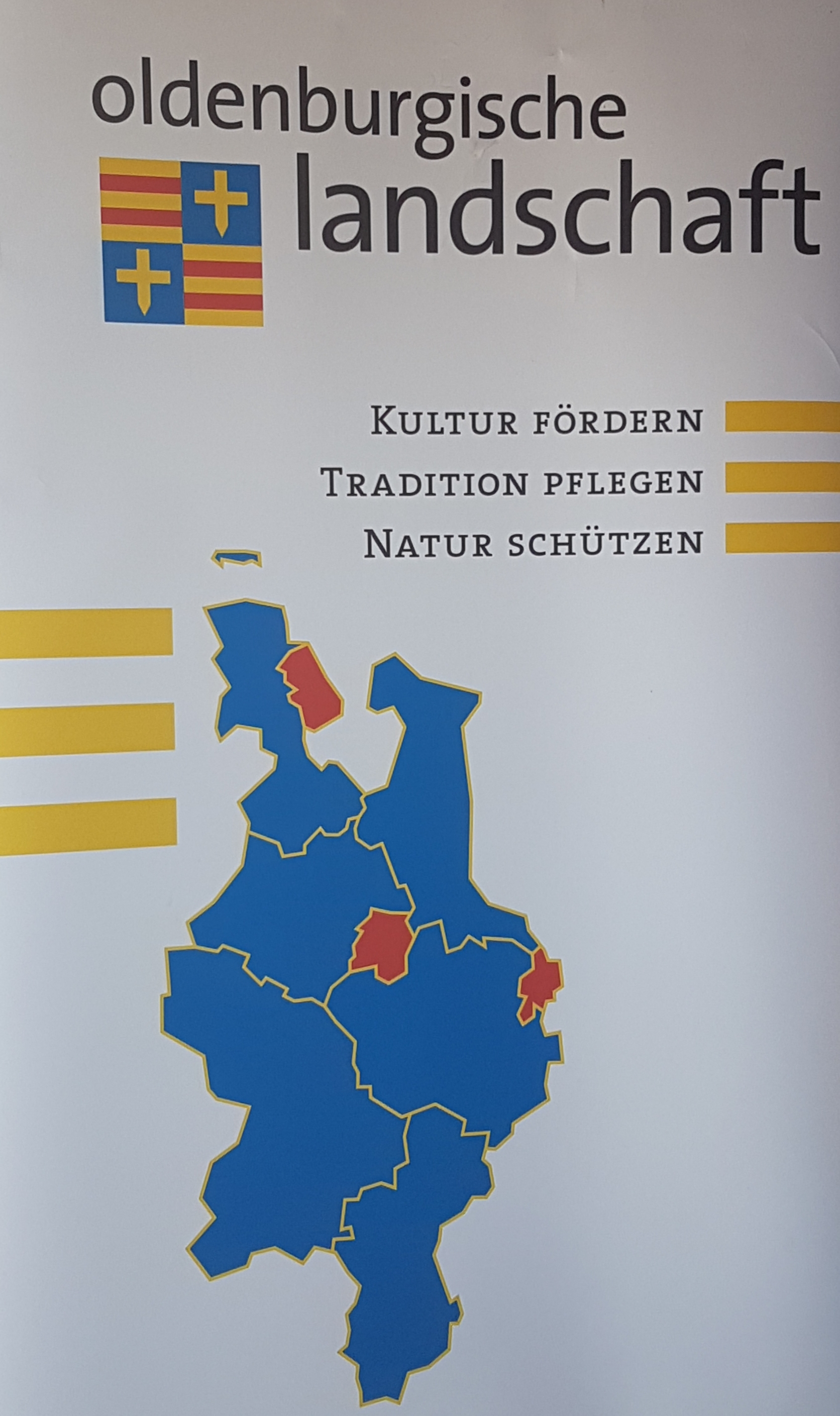
Banner der Oldenburgischen Landschaft mit Abbildung des Geschäftsgebietes

## Aufgaben
Die Oldenburgische Landschaft besitzt wie die anderen Landschaften und Landschaftsverbände in Niedersachsen hauptsächlich kulturelle Aufgaben. Sie nimmt im Auftrage ihrer Gebietskörperschaften und des Landes Niedersachsen Aufgaben auf den Gebieten Kultur, Naturschutz, Wissenschaft und Bildung wahr und unterhält dazu entsprechende Arbeitsgemeinschaften.

## Organisation
Die Landschaftsversammlung ist das höchste Beschlussorgan der Oldenburgischen Landschaft. Sie tritt zweimal jährlich zusammen. Der Vorstand besteht aus dem Präsidenten der Oldenburgischen Landschaft und zwölf Beisitzern. Der Vorstand berät und entscheidet in allen Fragen, die nicht ausdrücklich der Landschaftsversammlung vorbehalten sind. Der Präsident wird von der Landschaftsversammlung gewählt. Der Beirat umfasst als geborene Mitglieder die Leiter der Arbeitsgemeinschaften der Oldenburgischen Landschaft und darüber hinaus mindestens 25 weitere Persönlichkeiten, die von der Landschaftsversammlung zu wählen sind.
Vorstand
- Präsident – Uwe Meiners[2]
- Vizepräsident und Vertreter der Städte und Gemeinden – Matthias Huber, Bürgermeister Gemeinde Apen
- Vizepräsidentin und Vertreterin Landkreis Friesland – Marianne Kaiser-Fuchs
- Vertreter der Heimatvereine und Verbände – Benno Dräger
- Vertreterin Stadt Wilhelmshaven – Ursula Glaser
- Vertreterin des Landkreises Wesermarsch – Karin Logemann
- Vertreter der Einzelmitglieder – Benno Schulz
- Vorsitzender des Beirats – Eduard Möhlmann
- Vertreter der Stadt Oldenburg – Ulf Prange
- Vertreter des Landkreises Cloppenburg – Reinhard Lanfer
- Vertreter der Stadt Delmenhorst – Andreas Tensfeldt
- Vertreter des Landkreises Oldenburg – Dirk Vorlauf
- Vertreter der jur. Personen – Johann Wimberg
- Vertreterin des Landkreises Ammerland – Klaus Warnken

Geschäftsführer
Der Geschäftsführer wird vom Vorstand berufen und muss von der Landschaftsversammlung bestätigt werden. Er führt die Geschäfte der Oldenburgischen Landschaft nach den Richtlinien des Vorstandes und ist dafür allein vertretungsberechtigt. Gemeinsam mit dem Präsidenten vertritt er die Oldenburgische Landschaft nach außen. 
Geschäftsführerin und Direktorin ist seit 2024 die Historikerin Franziska Meifort. Ihr Stellvertreter ist der Historiker Jörgen Welp.

## Arbeitsgemeinschaften und Fachgruppen
Die Arbeitsgemeinschaften werden von der Landschaftsversammlung eingerichtet. Es sind freiwillige Zusammenschlüsse von Wissenschaftlern, Sachkundigen und interessierten Laien. Die Mitglieder dieser Gruppen können Fachgutachten abgeben und langfristige Projekte verfolgen.
Es gibt Arbeitsgemeinschaften zu den Aufgabengebieten Archäologische Denkmalpflege, Baudenkmalpflege, Bibliotheken, Kultur und Jugend, Kunst, Landes- und Regionalgeschichte, Museen und Sammlungen, Naturschutz, Landschaftspflege und Umweltfragen, Niederdeutsche Sprache und Literatur, Oldenburgische Heimat- und Bürgervereine und Vertriebene.
Darüber hinaus sind einzelnen Vereinen und Gesellschaften als Fachgruppen der Oldenburgischen Landschaft Aufgaben übertragen worden. Fachgruppen sind unter anderem folgende Vereine, Gesellschaften und Zusammenschlüsse zu:
- Fachgruppe Familienforschung: Oldenburgische Gesellschaft für Familienkunde (OGF)
- Fachgruppe Klootschießen und Boßeln: Landesverband Oldenburg des Friesischen Klootschießerverbandes
- Fachgruppe Kunsthandwerk: Berufsverband Angewandte Kunst Oldenburg (ehemals Arbeitsgruppe Kunsthandwerk Oldenburg) (AKO)
- Fachgruppe Niederdeutsche Bühnen: die oldenburgischen Mitglieder des Niederdeutschen Bühnenbundes Niedersachsen/Bremen
- Fachgruppe Oldenburger Münsterland: Heimatbund für das Oldenburger Münsterland (HOM)
- Fachgruppe Ornithologie: Fachgruppe Ornithologie (ehemals Ornithologische Arbeitsgemeinschaft Oldenburg) des Naturschutzbundes Deutschland, Bezirksgruppe Oldenburger Land e. V.

## Stiftungen
Die Oldenburgische Landschaft verwaltet die August-Hinrichs-Stiftung (Förderung des niederdeutschen Kinder- und Jugendtheaters) und die Stiftung Oldenburgischer Kulturbesitz (SOK).

## Auszeichnungen
Die Oldenburgische Landschaft vergibt an verdiente Persönlichkeiten des Oldenburger Landes folgende Auszeichnungen:
- Oldenburg-Preis
- Ehrengabe/Ehrenring der Oldenburgischen Landschaft
- Landschaftsmedaille (früher: Goldene und Silberne Anton-Günther-Gedenkmedaille)
- Ehrennadel der Oldenburgischen Landschaft
- Kulturpreis der Oldenburgischen Landschaft
- Förderpreis der Oldenburgischen Landschaft

Darüber hinaus gibt es Ehrenmitglieder und Ehrenpräsidenten.